# Fürstentum Wales
Das Fürstentum Wales (Walisisch: Tywysogaeth Cymru) wurde 1267 durch den Vertrag von Montgomery gebildet, den der englische König Heinrich III. und Llywelyn ap Gruffydd, der Fürst von Gwynedd, schlossen.

## Geschichte
Die meisten der kleinen Herrschaften und Cantrefi des Nordens, Westens und des Zentrums von Wales huldigten dem Prince of Wales (der Titel wurde Llywelyn 1267 formell gegeben), der wiederum dem König von England als Vasall huldigte.
Von der Schlacht von Orewin Bridge 1282, in welcher Wales seine Unabhängigkeit verlor, bis zu den Gesetzen zur Eingliederung von Wales 1535–1542 wurde der Begriff auf jenen Teil des Landes angewandt, der unter der direkten Herrschaft des Königs stand. Die übrigen Gebiete gehörten nicht zum Fürstentum, sondern zu den Welsh Marches und unterstanden den Marcher Lords.
Dennoch wird der Begriff heute benutzt, um ganz Wales zu bezeichnen.